# Dörrstjärnen
Dörrstjärnen är en sjö i Åre kommun i Jämtland och ingår i Indalsälvens huvudavrinningsområde. Sjön har en area på 0,0492 kvadratkilometer och ligger 623,7 meter över havet. Sjön avvattnas av vattendraget Medstuguån.

## Delavrinningsområde
Dörrstjärnen ingår i det delavrinningsområde (705867-132702) som SMHI kallar för Inloppet i Lång-Björsjön. Medelhöjden är 663 meter över havet och ytan är 7,38 kvadratkilometer. Det finns inga avrinningsområden uppströms utan avrinningsområdet är högsta punkten. Medstuguån som avvattnar avrinningsområdet har biflödesordning 3, vilket innebär att vattnet flödar genom totalt 3 vattendrag innan det når havet efter 379 kilometer. Avrinningsområdet består mestadels av skog (25 procent) och sankmarker (60 procent). Avrinningsområdet har 0,05 kvadratkilometer vattenytor vilket ger det en sjöprocent på 0,7 procent.